# Abdullah Elyasa Süme
Abdullah Elyasa Süme (sinh ngày 13 tháng 8 năm 1983) là một cầu thủ bóng đá Thổ Nhĩ Kỳ thi đấu cho Gaziantepspor.